# Ansellkuckuck
Der Ansellkuckuck (Centropus anselli) ist ein Vogel aus der Gattung der Spornkuckucke (Centropus).
Der Vogel kommt hauptsächlich in Gabun und angrenzend in Kamerun, Angola, der Zentralafrikanischen Republik, im westlichen Kongobecken und in Äquatorialguinea vor.
Der Lebensraum umfasst Primärwald, Unterholz in sumpfigen Wäldern, auch Sekundärwald und Kulturland.
Die Art ist Standvogel, das Verbreitungsgebiet ergänzt das des Weißbauchkuckucks (Centropus leucogaster).
Der Artzusatz bezieht sich auf den britischen Kaufmann Henry F. Ansell (1835–1875).

## Merkmale
Der Vogel ist 46 bis 58 cm groß, das Männchen wiegt 210 g. Oberseite und Kopf sind bläulich glänzend Schwarz, in Gelbbraun mit schwarzer Bänderung übergehend, der Schwanz ist schwärzlich bis bronzefarben, die Flügel sind rotbraun mit dunkleren Spitzen. Die Unterseite ist kräftig gelbbraun, die Iris rot, Schnabel und Füße sind schwarz. Das Weibchen ist größer mit rötlich-brauner Iris. Jungvögel sind auf der Oberseite dunkelbraun mit blassen Streifen am Kopf und gelbbrauner Stirn. Die Flügel sind rotbraun mit schwarzer Bänderung, der Schwanz schwarz und braun gebändert. Die Unterseite ist rot- bis gelbbraun mit zarter schwarzer Bänderung, die Iris ist graubraun, der Schnabel auf der Oberseite grau, unten grünlich, die Füße sind schieferfarben.
Die Art ist monotypisch.

## Stimme
Der Ruf wird als Folge von 9 bis 12 abfallenden, lauten, tiefen Tönen beschrieben, auch als „ouh ouh ouh ouh...“.

## Lebensweise
Die Nahrung besteht aus Insekten, Froschlurche, kleinen Vögeln oder Schlangen, die auf oder knapp oberhalb des Erdbodens gefangen werden. Die Art ist Allesfresser.
Die Brutzeit beginnt mit der Regenzeit, zwischen Dezember und Februar in Gabun, im März in Angola.

## Gefährdungssituation
Der Bestand gilt als nicht gefährdet (Least Concern).